# The Age of Nero
The Age of Nero er det syvende studiealbum fra det norske black metal-band Satyricon, udgivet 3. november 2008 af Roadrunner Records. Størstedelen af albummet blev skrevet fra en skovhytte i samarbejde med Snorre Ruch fra Thorns.

## Spor
1. "Commando" – 4:29
2. "The Wolfpack" – 4:05
3. "Black Crow on a Tombstone" – 3:52
4. "Die By My Hand" – 7:07
5. "My Skin Is Cold" (album version) – 5:15
6. "The Sign of the Trident" – 6:58
7. "Last Man Standing"  – 3:40
8. "Den Siste" – 7:24

### Bonusdisk
En begrænset 2-disk-udgave i Europa indeholder en ekstra disk med følgende spor:
1. "My Skin Is Cold" (ep-version) – 5:07
2. "Live Through Me" – 5:12
3. "Existential Fear-Questions" – 6:01
4. "Repined Bastard Nation" (Live fra Gjallarhorn) – 5:49
5. "Mother North" (Live from Gjallarhorn) – 9:06
6. "The Pentagram Burns" (Radio Edit) – 4:03
7. "Last Man Standing" (Guitar Wall Mix) – 3:38
8. "Den Siste" (Analog Mix) – 7:22
9. "K.I.N.G." (Video) – 3:33
10. "The Pentagram Burns" (Video) – 4:05 [2]

## Fodnoter
1. ↑  "The Age Of Nero – Roadrunner Records UK". Arkiveret fra originalen 27. januar 2009. Hentet 28. december 2008.
2. ↑  Fant ikke siden – Platekompaniet.no